# Dennis Visser
Dennis Visser (Sneek, 3 april 1995) is een Nederlands shorttracker.

## Persoonlijke records
| Afstand              | Tijd     | Datum            | Locatie                | Locatie            | Overig |
| Afstand              | Tijd     | Datum            | Baan                   | Plaats             | Overig |
| -------------------- | -------- | ---------------- | ---------------------- | ------------------ | ------ |
| 500 meter            | 41,973   | 5 november 2016  | Olympic Oval           | Calgary, Canada    |        |
| 1000 meter           | 1.24,491 | 4 februari 2017  | EnergieVerbund Arena   | Dresden, Duitsland |        |
| 1500 meter           | 2.15,841 | 10 december 2016 | Oriental Sports Center | Shanghai, China    |        |
| 3000 meter           | 5.00,017 | 22 oktober 2017  | Palaghiaccio           | Bormio, Italië     |        |
| 5000 meter aflossing | 6.28,879 | 4 november 2018  | Olympic Oval           | Calgary, Canada    | NR     |

## Resultaten

### Olympische Winterspelen & Wereld-, Europese en Nederlandse kampioenschappen
| Jaar | Evenement                    | Locatie                  | 500 meter        | 1000 meter       | 1500 meter       | 3000 meter (superfinale) | Klassement       | 5000 meter aflossing |
| ---- | ---------------------------- | ------------------------ | ---------------- | ---------------- | ---------------- | ------------------------ | ---------------- | -------------------- |
| 2012 | Wereldkampioenschappen       | Shanghai, China          | Niet deelgenomen | Niet deelgenomen | Niet deelgenomen | Niet deelgenomen         | Niet deelgenomen | Niet deelgenomen     |
| 2012 | Europese kampioenschappen    | Mladá Boleslav, Tsjechië | Niet deelgenomen | Niet deelgenomen | Niet deelgenomen | Niet deelgenomen         | Niet deelgenomen | Niet deelgenomen     |
| 2012 | Nederlandse kampioenschappen | Heerenveen, Nederland    | 10e              | 14e              | 20e              |                          | 15e              | –                    |
| 2013 | Wereldkampioenschappen       | Debrecen, Hongarije      | Niet deelgenomen | Niet deelgenomen | Niet deelgenomen | Niet deelgenomen         | Niet deelgenomen | Niet deelgenomen     |
| 2013 | Europese kampioenschappen    | Malmö, Zweden            | Niet deelgenomen | Niet deelgenomen | Niet deelgenomen | Niet deelgenomen         | Niet deelgenomen | Niet deelgenomen     |
| 2013 | Nederlandse kampioenschappen | Amsterdam, Nederland     | 10e              | 10e              | 13e              |                          | 12e              | –                    |
| 2014 | Olympische Winterspelen      | Sotsji, Rusland          | Niet deelgenomen | Niet deelgenomen | Niet deelgenomen | Niet deelgenomen         | Niet deelgenomen | Niet deelgenomen     |
| 2014 | Wereldkampioenschappen       | Montreal, Canada         | Niet deelgenomen | Niet deelgenomen | Niet deelgenomen | Niet deelgenomen         | Niet deelgenomen | Niet deelgenomen     |
| 2014 | Europese kampioenschappen    | Dresden, Duitsland       | Niet deelgenomen | Niet deelgenomen | Niet deelgenomen | Niet deelgenomen         | Niet deelgenomen | Niet deelgenomen     |
| 2014 | Nederlandse kampioenschappen | Amsterdam, Nederland     | 11e              | 9e               | 8e               |                          | 12e              | –                    |
| 2015 | Wereldkampioenschappen       | Moskou, Rusland          | Niet deelgenomen | Niet deelgenomen | Niet deelgenomen | Niet deelgenomen         | Niet deelgenomen | Niet deelgenomen     |
| 2015 | Europese kampioenschappen    | Dordrecht, Nederland     | Niet deelgenomen | Niet deelgenomen | Niet deelgenomen | Niet deelgenomen         | Niet deelgenomen | Niet deelgenomen     |
| 2015 | Nederlandse kampioenschappen | Amsterdam, Nederland     | 8e               | 11e              | PEN              |                          | 12e              | –                    |
| 2016 | Wereldkampioenschappen       | Seoel, Zuid-Korea        | 19e              | 33e              | 32e              |                          | 28e              | PEN                  |
| 2016 | Europese kampioenschappen    | Sotsji, Rusland          |                  |                  |                  |                          |                  | Goud                 |
| 2016 | Nederlandse kampioenschappen | Amsterdam, Nederland     | 9e               | Zilver           | Brons            | 5e                       | 4e               | –                    |
| 2017 | Wereldkampioenschappen       | Rotterdam, Nederland     |                  |                  |                  |                          |                  | Goud                 |
| 2017 | Europese kampioenschappen    | Turijn, Italië           | Niet deelgenomen | Niet deelgenomen | Niet deelgenomen | Niet deelgenomen         | Niet deelgenomen | Niet deelgenomen     |
| 2017 | Nederlandse kampioenschappen | Amsterdam, Nederland     | 5e               | PEN              | Brons            | PEN                      | 6e               | –                    |
| 2018 | Olympische Winterspelen      | Pyeongchang, Zuid-Korea  |                  |                  |                  | –                        | –                | PEN                  |
| 2018 | Wereldkampioenschappen       | Montreal, Canada         | Niet deelgenomen | Niet deelgenomen | Niet deelgenomen | Niet deelgenomen         | Niet deelgenomen | Niet deelgenomen     |
| 2018 | Europese kampioenschappen    | Dresden, Duitsland       |                  |                  |                  |                          |                  | Goud                 |
| 2018 | Nederlandse kampioenschappen | Heerenveen, Nederland    | 7e               | Zilver           | PEN              | 6e                       | 6e               | –                    |
| 2019 | Wereldkampioenschappen       | Sofia, Bulgarije         |                  |                  |                  |                          |                  |                      |
| 2019 | Europese kampioenschappen    | Dordrecht, Nederland     |                  |                  |                  |                          |                  |                      |
| 2019 | Nederlandse kampioenschappen | Heerenveen, Nederland    | PEN              | PEN              | 4e               | 5e                       | 8e               | –                    |

### Wereldkampioenschappen shorttrack junioren
| Jaar | Evenement                       | Locatie          | 500 meter | 1000 meter | 1500 meter | 1500 meter (superfinale) | Klassement | 3000 meter aflossing |
| ---- | ------------------------------- | ---------------- | --------- | ---------- | ---------- | ------------------------ | ---------- | -------------------- |
| 2013 | Wereldkampioenschappen junioren | Warschau, Polen  | 25e       | 18e        | 43e        |                          | 25e        | 8e                   |
| 2014 | Wereldkampioenschappen junioren | Erzurum, Turkije | 25e       | 36e        | 31e        |                          | 29e        | 9e                   |

### Wereldbekermedailles
5000 meter aflossing
 Nagoya, Japan: 2015/2016
 Minsk, Wit-Rusland: 2016/2017
 Almaty, Kazachstan: 2018/2019
 Dordrecht, Nederland: 2015/2016
 Calgary, Canada: 2016/2017
 Shanghai, China: 2016/2017
 Dresden, Duitsland: 2016/2017
 Dordrecht, Nederland: 2017/2018
 Seoel, Zuid-Korea: 2017/2018
 Eindklassement 5000 meter aflossing: 2016/2017
 Eindklassement 5000 meter aflossing: 2015/2016